# Hydriomena caralpa
Hydriomena caralpa är en fjärilsart som beskrevs av William Schaus 1901. Hydriomena caralpa ingår i släktet Hydriomena och familjen mätare. Inga underarter finns listade i Catalogue of Life.